# مصباح الأحدب
مصباح الأحدب (1 أبريل 1962 -)، سياسي لبناني. أصبح نائبًا في مجلس النواب اللبناني عن مدينته طرابلس.

## حياته العلمية والعملية
- درس الابتدائية والتكميلية في مدرسة العائلة المقدسة طرابلس - لبنان.
- درس الثانوية في معهد الآباء اليسوعيين بالقاهرة - مصر، و البكالوريا في معهد الصليب المقدس - باريس. وأكمل دراسة إدارة الأعمال في المعاهد الأوروبية "EBS" في باريس، لندن و فرانكفورت. وبعدها حاز على الدبلوم بإدارة الأعمال من كلية لندن للاقتصاد.
- دخل العمل السياسي بعمر ال 25 سنة، ووصل إلى البرلمان بعد انتخابات 1996 و 2000 و 2005.[1]
- كان من بين خمس أشخاص أسسوا حركة التجدد الديموقراطي عام 2001.

## حياته الأسرية
متزوج من منى المنلا من طرابلس، لديه ابنان عوني و رشدي. يُعرف بقدرته على الغناء بسبع لغات.